# Войнилівська селищна територіальна громада
Войнилівська селищна громада — територіальна громада в Україні, в Калуському районі Івано-Франківської області. Адміністративний центр — селище Войнилів.
Площа громади — 77,07 км², населення — 6477 мешканців (2018).
Утворена 26 вересня 2017 року шляхом об'єднання Войнилівської селищної ради та Перевозецької сільської ради Калуського району.

## Населені пункти
До складу громади входять 1 селище (Войнилів) і 15 сіл:
- Діброва
- Довжка
- Довпотів
- Дубовиця
- Кудлатівка
- Лука
- Мошківці
- Павликівка
- Перевозець
- Перекоси
- Середня
- Сівка-Войнилівська
- Слобідка
- Томашівці
- Цвітова